# Badstrandsvägen

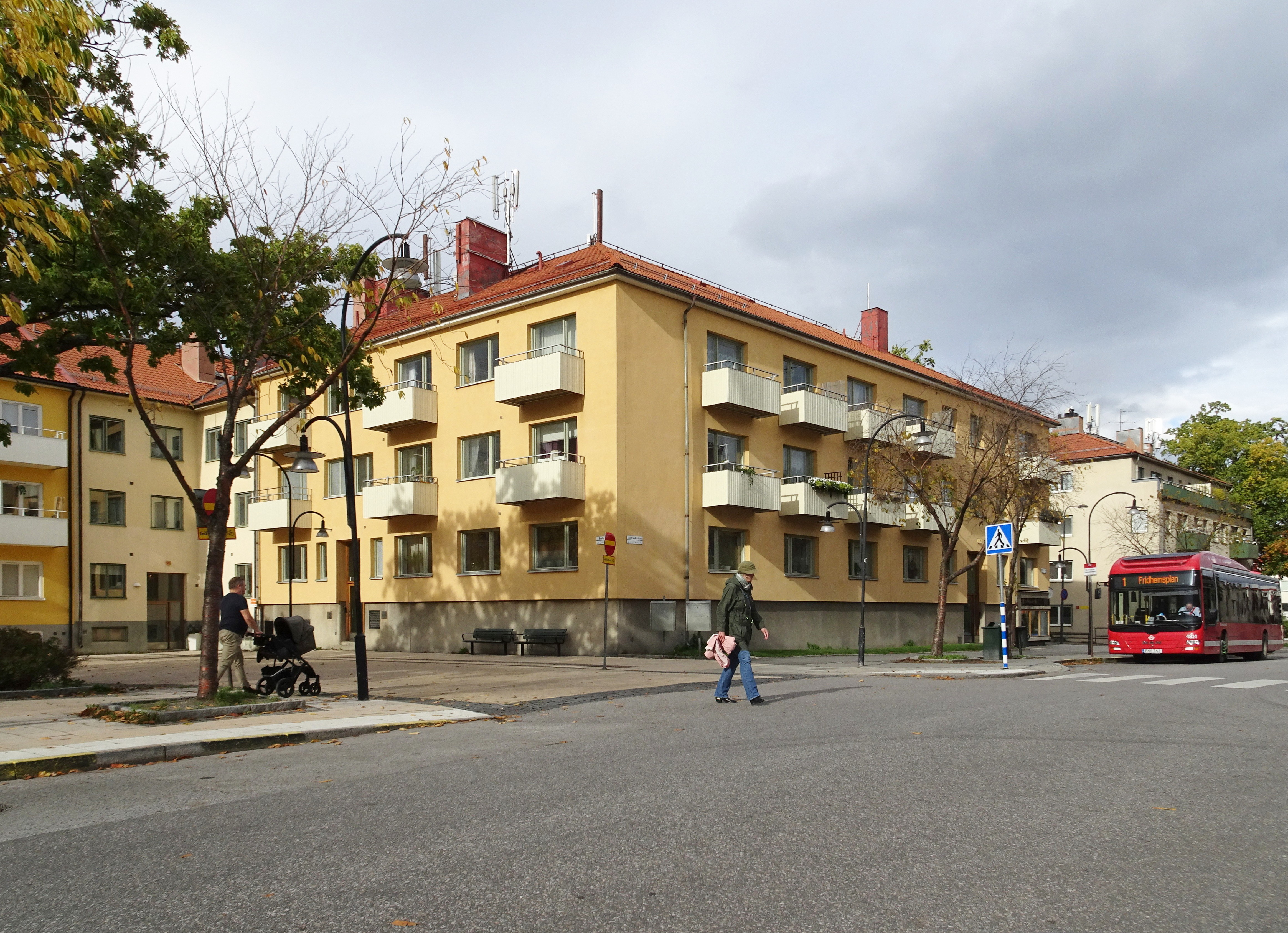
Badstrandsvägen vid Essingetorget.

Badstrandsvägen är en gata på Stora Essingen i Stockholm. Gatan sträcker sig från Essingetorget norrut och ansluter till Stora Essingeavfarten vid Essingeleden. Badstrandsvägen fick sitt namn 1924.

## Historik

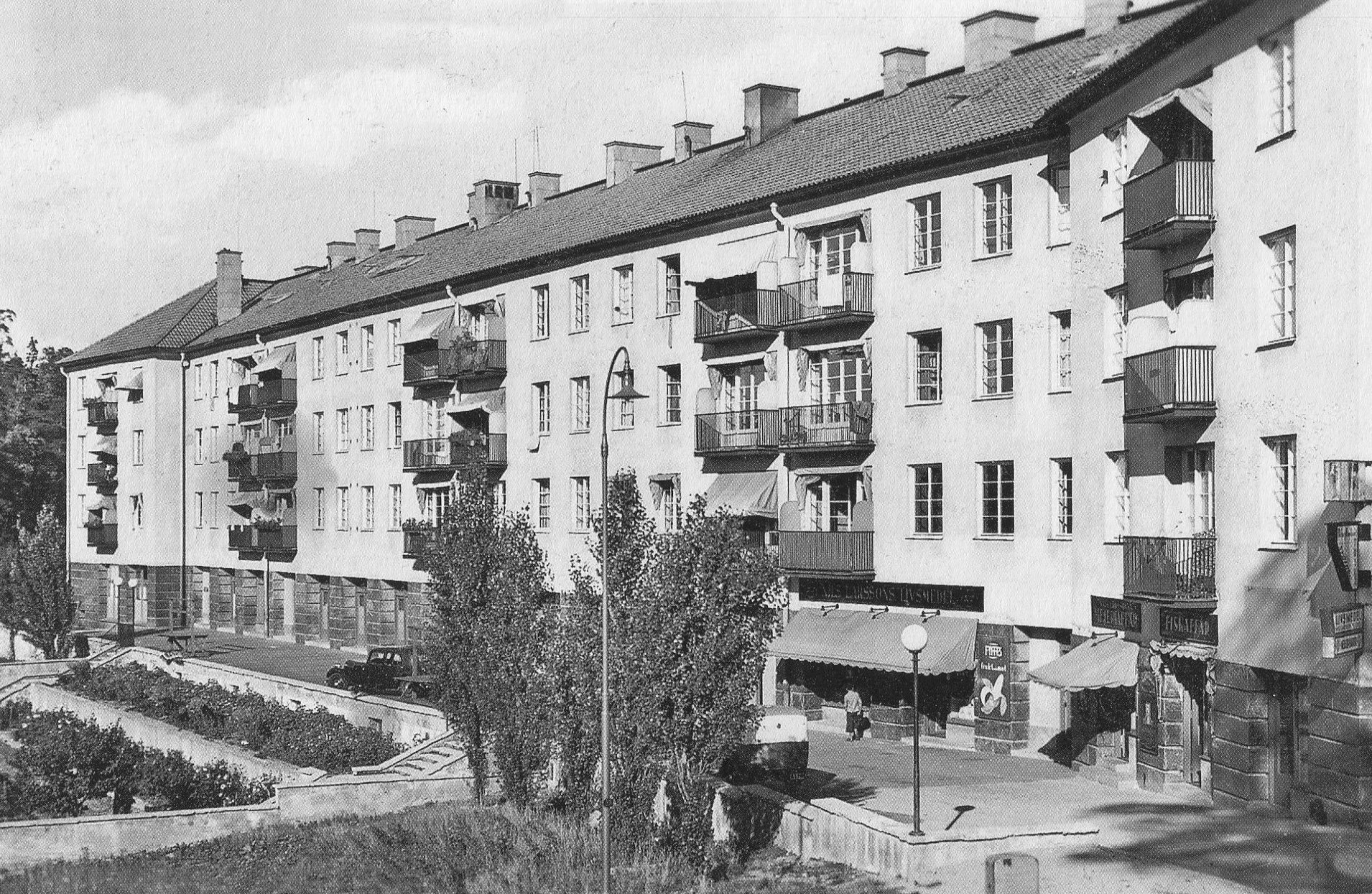
Byggindustrihuset, 1930-tal.

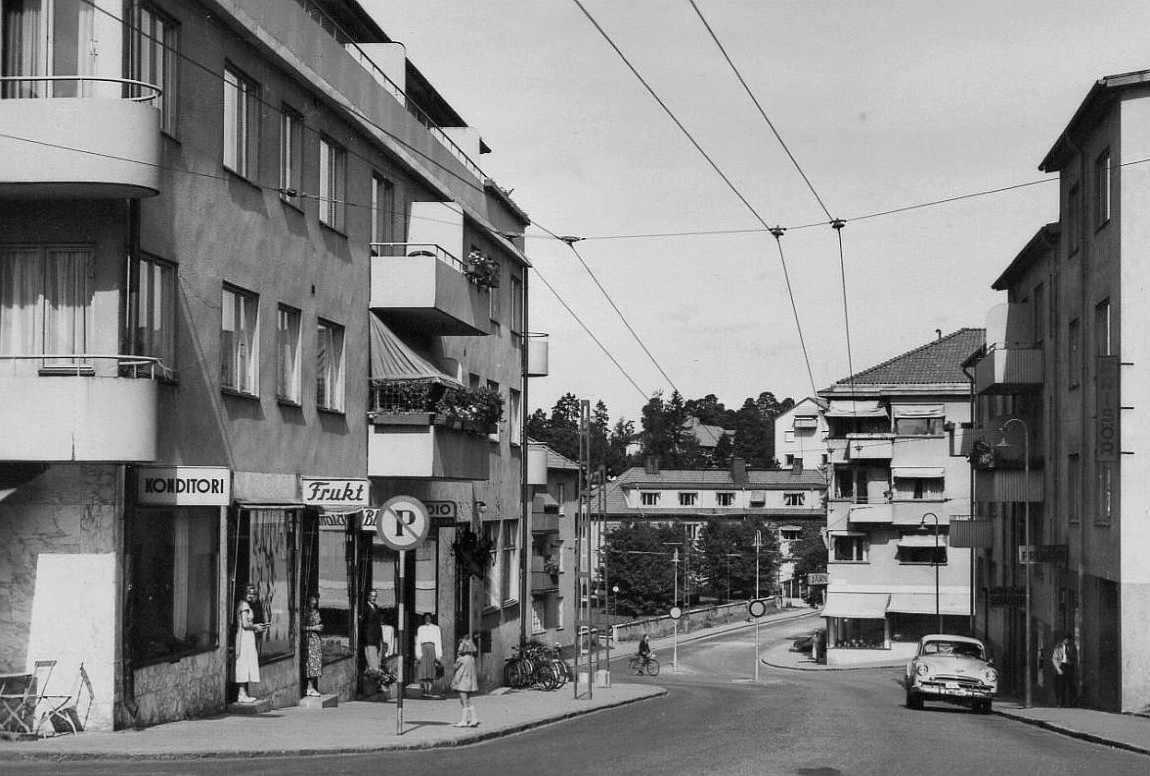
Badstrandsvägen 32, vy norrut, 1940-tal.

Badstrandsvägen är en av Stora Essingens huvudgator som sträcker sig från Essingetorget mot norr. Stockholms namnberedning motiverade namnet med att vägen ledde till ”Essingebornas badstrand”. Denna badstrand låg ungefär vid dagens Broparken. Nuvarande badstrand är Oxhålsbadet som tillkom på 1930-talet, den ligger vid slutet av Gammelgårdsvägen. Åren 1945–1961 gick trådbuss linje 96 på Badstrandsvägens södra del fram till Essingetorget.
Vid Badstrandsvägens södra del överväger bebyggelse med flerbostadshus uppförda på 1920-talets slut och på 1930- och 1940-talen. Flera fick butiker i bottenvåningen, bland dem Badstrandsvägen 20–26, även kallad "Byggindustrihuset", som ritades av arkitekt Carl Åkerblad och byggdes 1929-1930 av Gösta Videgårds företag AB Byggindustri. Fastigheten var Stora Essingens första bostadshus. Byggnaden (fastigheten Klädstrecket 24) är grönmärkt av Stadsmuseet i Stockholm vilket innebär ”att bebyggelsen har ett högt kulturhistoriskt värde och är särskilt värdefull från historisk, kulturhistorisk, miljömässig eller konstnärlig synpunkt”. Bland andra större bostadsfastigheter märks Badstrandsvägen 32, arkitekt Wåhlin & Hjelm och Badstrandsvägen 34, arkitekt Georg Lindberg. 
Vid Badstrandsvägen 36 öppnade 1938 öns egen biograf, Orkanen, skådespelaren och Essingebon Adolf Jahr höll invigningstalet. Under slutet av 1960-talet lades den ner. Idag påminner bara biografens baldakin om den tidigare verksamheten. Längs med Badstrandsvägens norra del överväger villabebyggelse från 1930- till 1950-talen.

## Bilder

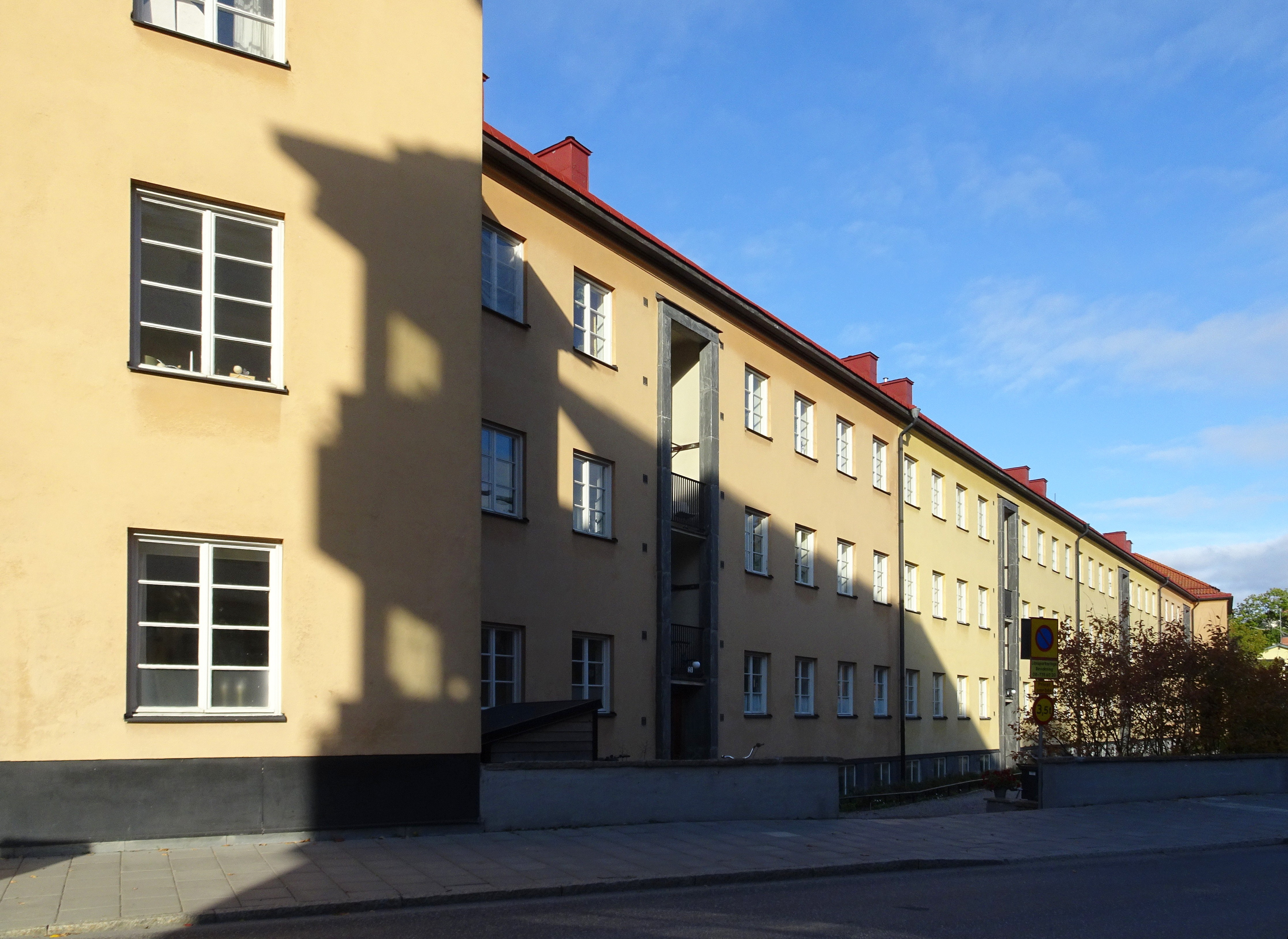
Badstrandsvägen 20-26, byggår 1930, arkitekt Carl Åkerblad.
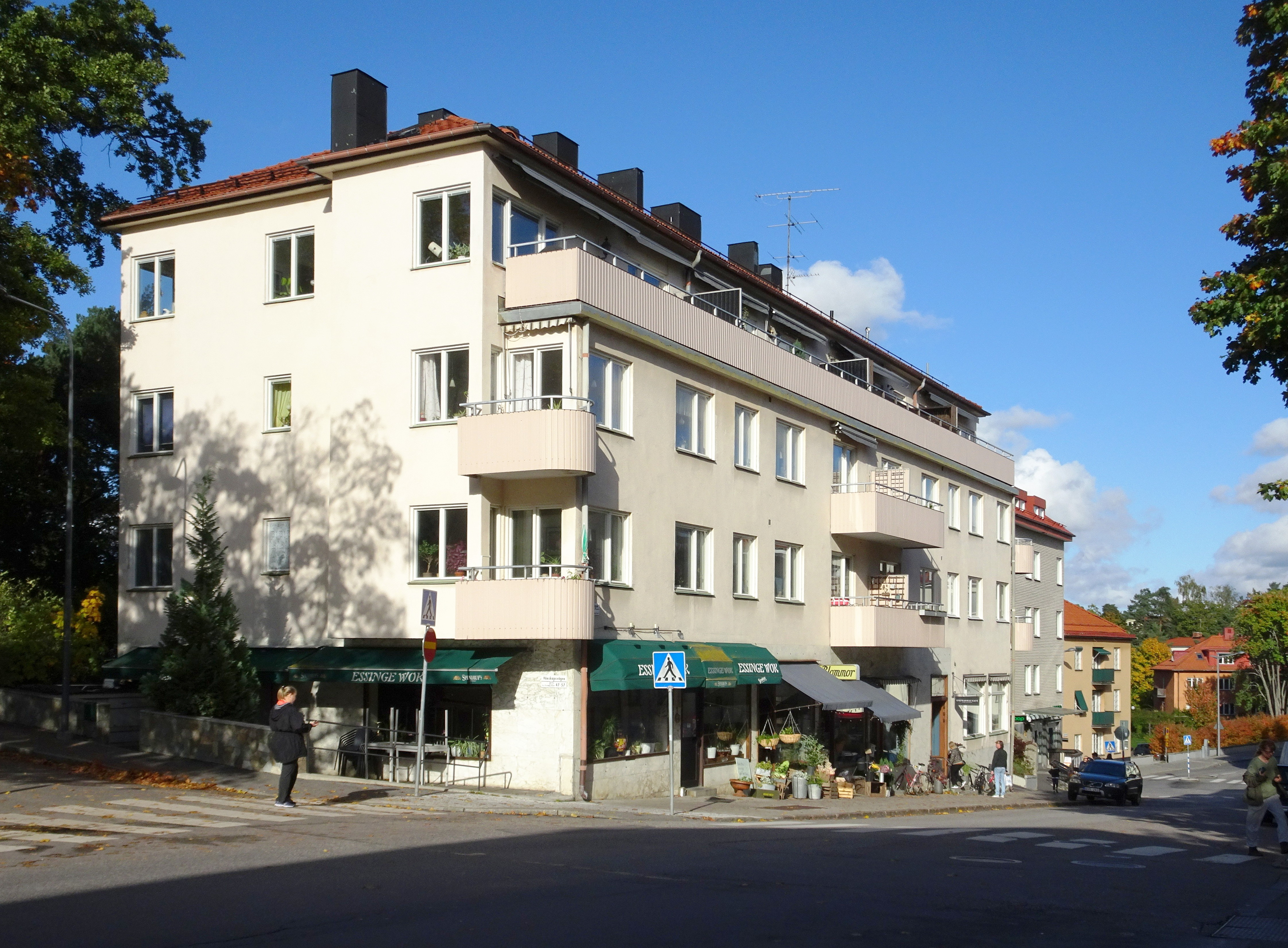
Badstrandsvägen 32, byggår 1940, arkitekt Wåhlin & Hjelm.
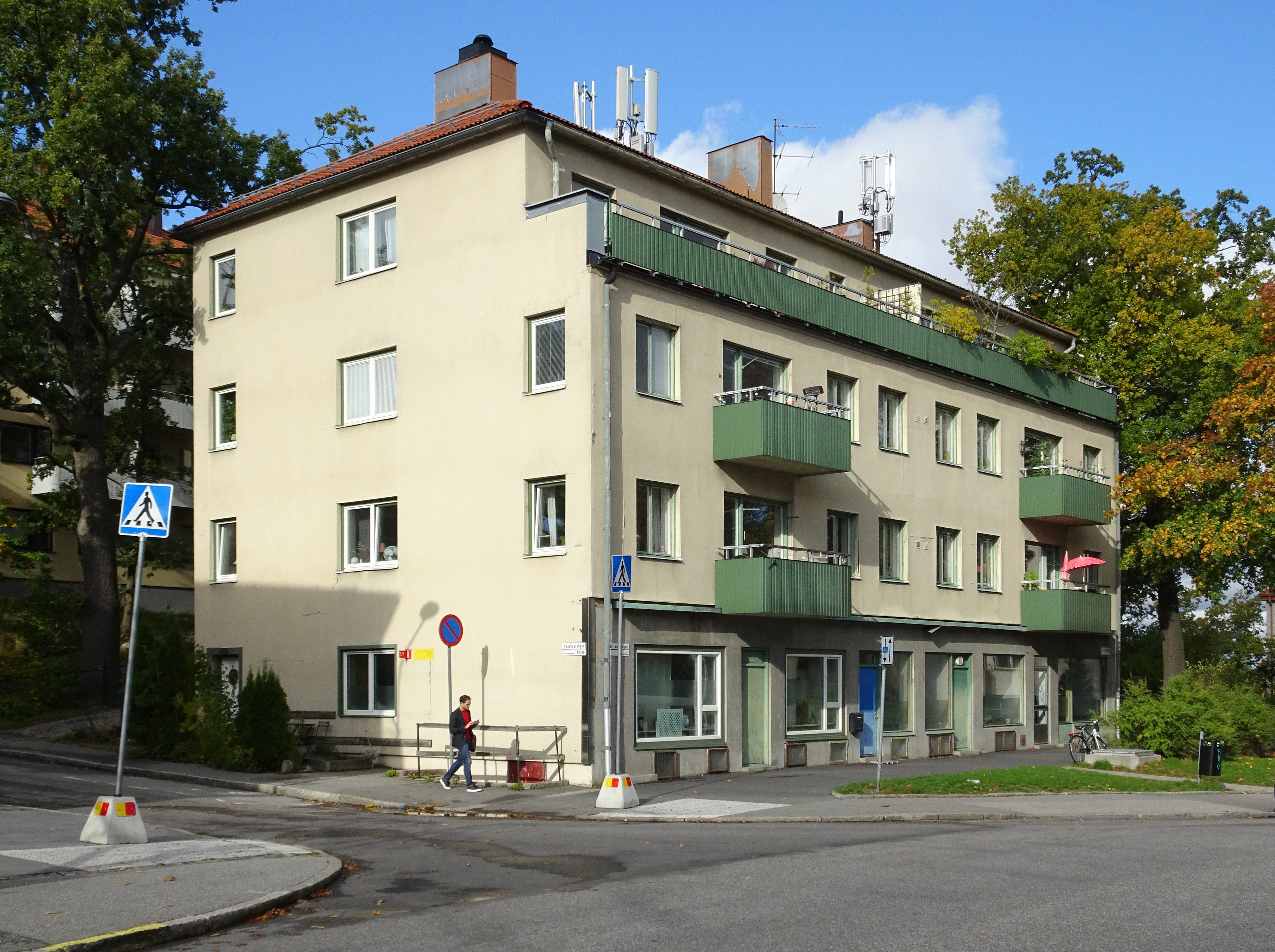
Badstrandsvägen 34, byggår 1936, arkitekt Georg Lindberg.
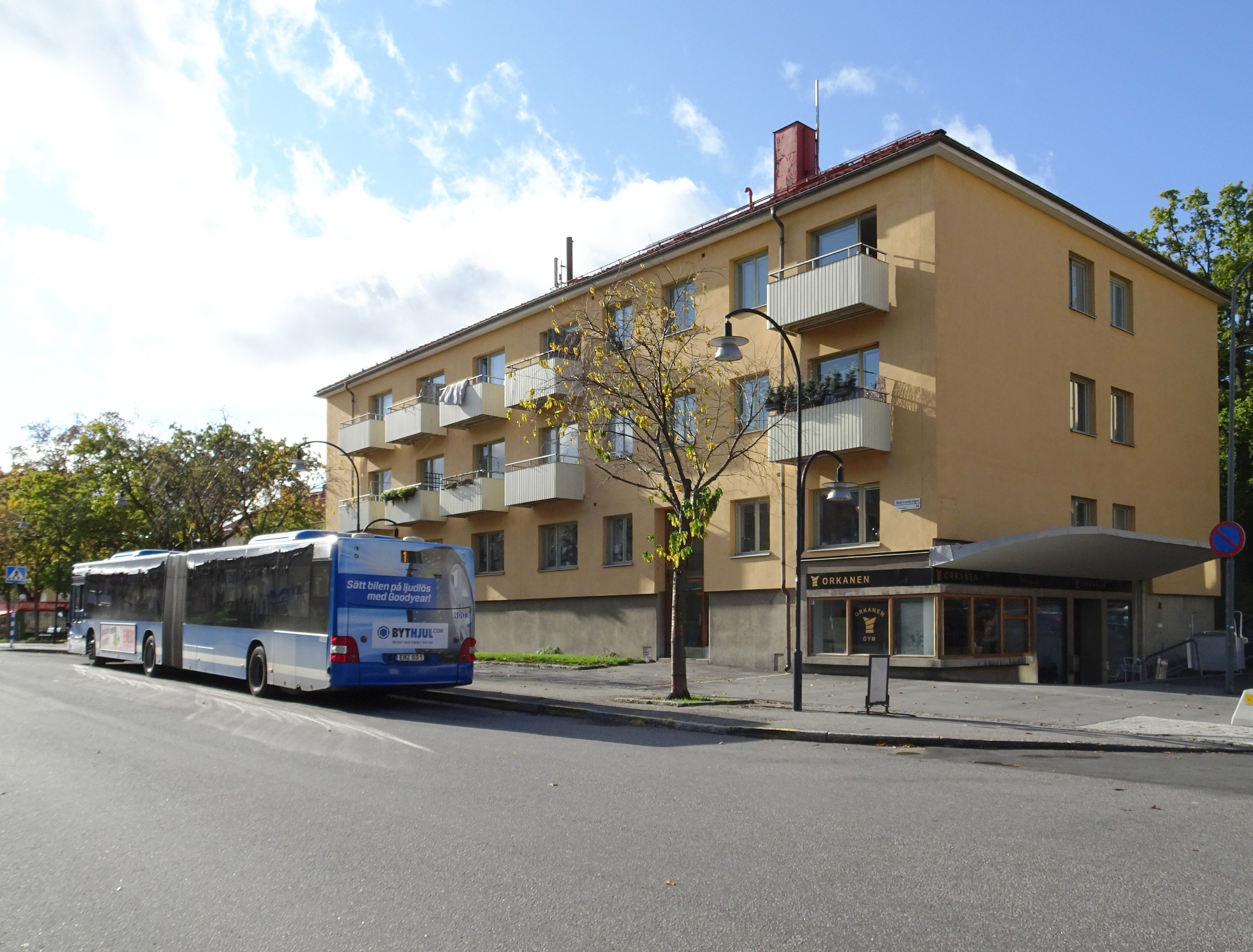
Badstrandsvägen 36, f.d. biograf Orkanen.
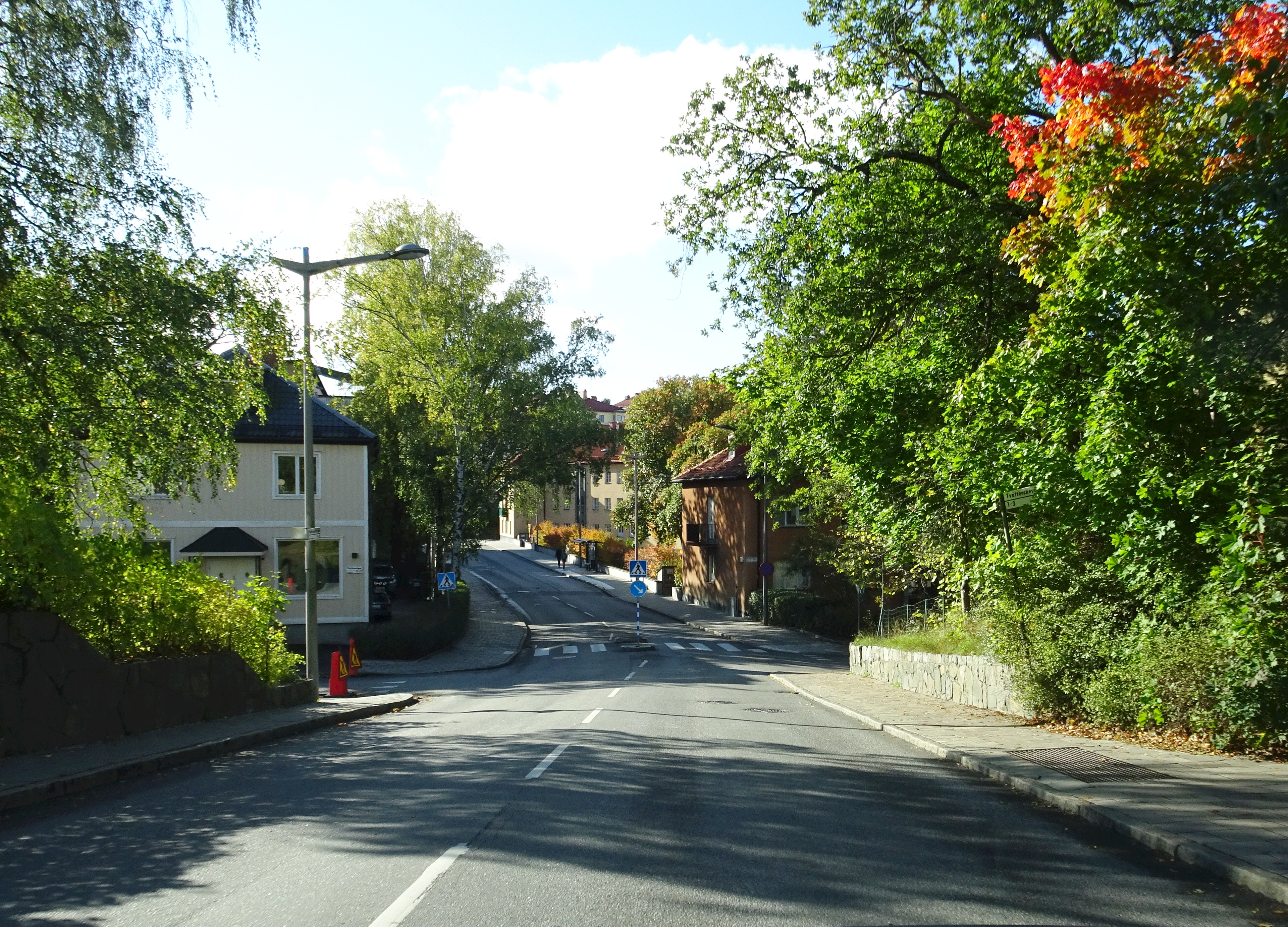
Badstrandsvägen, vy söderut i höjd med Flottbrovägen.